# 胡景铎
胡景铎（1914年10月6日—1977年7月6日），乳名昌娃，字更生，因排行第六，人称“胡老六”，陕西富平县庄里镇人，中国军事人物，西北野战军师长，中国人民解放军第四军副军长。

## 生平
祖籍富平县陵怀堡。其父胡彦麟为庄里镇首富。母亲侯娟。有五兄一姐二妹：胡景翼、胡景瑗、胡景铨、胡景宏、胡景通、胡景铎及其姐胡明媛，妹胡俊卿、胡俊芳。长兄胡景翼曾任陕西靖国军总指挥、国民军副总司令兼国民二军军长、河南省军务督办兼省长。 
七七事变后，率学兵连随高桂滋师开赴察哈尔抗日前线，在独石口抗击日军，首战告捷。配合八路军参加平型关战役，参加忻口战役。1937年底学兵连扩充为高桂滋师补充营，任营长。1938年3月，学兵连改编为第十七军第八十四师第250旅第五〇〇团第三营，胡景铎任营长1945年3月15日率领新招收的500多名蒲富子弟和召集的旧部官兵，共约千人，从庄里镇出发，经甘肃、宁夏等地，长途跋涉40余天，于1945年5月初到达横山县波罗堡正式就任陕北保安指挥部副指挥官。
1946年10月12日晚，胡景铎将反对起义的参谋主任薛宏道、参谋主任黑幼承、第三大队队长高乐天、政训官武之缜等人集中软禁，召开军官会议，发布起义命令。10月13日晨，迎接范明率领的共军接应部队新编第四旅1个连带1部电台及50余名干部进城，上午七时召集全体官兵（约600人）大会，正式宣布起义，发表《反对蒋胡卖国内战消灭异已为和平建国而奋斗》的通电，改编为西北民主联军骑兵第六师。驻石湾、高镇的部队亦于10月13日先后起义。10月14日 中共中央、西北局发来贺电，并任命胡景铎为新组建的西北民主联军骑兵第六师师长。毛泽东高度评价了横山起义的意义。 

1950年3月在甘肃临洮任西北军区暨第一野战军第四军副军长、军党委委员。1951年初在长安王曲中国人民解放军第一步兵学校任训练部副部长。1952年9月步校迁至天水，任中国人民解放军天水步兵学校训练部副部长、干部训练队队长。1953年10月至1954年2月随西北军政慰问团赴朝鲜慰问。1955年初周恩来总理与胡景铎谈话，征求其对转业地方工作的意见。转业任陕西省交通厅副厅长、党组成员，主管全省交通运输工作。1977年4月22日入陕西省委党校学习。1977年7月6日上午病逝于办公室。7月19日在西安新城剧场举行胡景铎追悼会。王震、彭绍辉、徐立清、张达志、阎揆耀、王世泰、杨拯民等30多位党政军领导人送了花圈。副省长惠世恭致悼词。胡景铎骨灰安放在西安市南郊陵园。

## 家人
- 夫人张颖玲：1943年8月结婚。1947年1月初应毛泽东主席邀请夫妇二人带儿子胡希捷到延安窑洞毛泽东家做客。
- 儿子胡希捷
- 女儿胡岭梅